# Televizija Šibenik
Televizija Šibenik (skraćeno TV Šibenik) je hrvatska lokalna televizija koja se emitirala za Grad Šibenik od 30. siječnja 2006. a prestala se emitirati 15. veljače 2024. zbog zdravstvenih i financijski problema.

## Pokrivenost signalom
Signalom s odašiljača Šibenik-Martinska unutar multipleksa D na 29. kanalu UHF-a (538.00MHz) Televizija Šibenik se može pratiti na području digitalne lokalne podregije D72 koji pokriva grad Šibenik. Na području cijele Hrvatske može se pratiti putem MAX-TV-a na kanalu 821.

## Vanjske poveznice
- Službene stranice Televizije Šibenik